# Хорватская куна
Ку́на (хорв. kuna) — денежная единица Хорватии в период 1941—1945 и с 30 мая 1994 по 31 декабря 2022 года, когда была заменена евро. В период с 1 по 14 января 2023 года денежные знаки, номинированные в кунах, находились в обращении параллельно с общеевропейской валютой. До 2024 года их можно было обменять на евро в любом банке Хорватии, а после этого без ограничения срока — в Хорватском народном банке, центральном банке страны.
Название валюты исторически связано с одной из основных домонетных единиц славян — шкуркой куницы.

## Предыстория
До вхождения в состав Австрии собственные монеты чеканили государства на территории современной Хорватии, в том числе республика Рагуза (Дубровник). После включения в состав Австрийской империи чеканка хорватской монеты прекратилась. Единственным исключением был чрезвычайный выпуск 1848 года во время Хорватской революции, быстро изъятый из обращения (подробнее см. Монеты Венгерской и Хорватской революций 1848—1849 годов).

## История

### Куна Независимого Государства Хорватия
После создания марионеточного Независимого государства Хорватия в 1941 году был начат выпуск банкнот и монет в хорватских кунах, куна = 100 баниц.
После установления Социалистической Югославии в 1945 году, ранее используемые хорватские куны обменивались на югославский динар в соотношении: 40 кун = 1 динар.

### Куна Республики Хорватия
Куна Республики Хорватии была введена взамен хорватского динара в ходе денежной реформы 30 мая 1994 года. Установленный курс обмена — 1 куна = 1000 хорватских динаров. Обмен осуществлялся в период с 30 мая 1994 года по 30 июня 1995 года.
Переход на новую валюту завершился 1 июля 1995 года.

## Монеты
С 1994 по 2022 год в Хорватии в обращении находились монеты номиналом 1, 2, 5, 10, 20, 50 лип  и 1, 2, 5 кун. Периодически выпускались биметаллические памятные монеты в 25 кун. В последнее время монеты номиналом 1 и 2 липы были фактически демонетизированы по причине утраты практической покупательной способности, но Хорватский народный банк заявил, что у него не было планов по их изъятию, и монеты номиналом 1 и 2 липы по-прежнему могли чеканиться как не обращающиеся, в основном для нумизматических коллекций.
Монеты выпускались ежегодно начиная с 1993 года, причём на реверсе монет нечётных лет выпуска было указано хорватское название изображённого там объекта, а на монетах чётных лет выпуска — латинское. Периодически также выпускались памятные биметаллические монеты в 25 кун и монеты из драгоценных металлов (номиналом в 100, 150 и 200 кун — из серебра, номиналом в 500 и 1000 кун — из золота).
| Изображение | Номинал | Объект на реверсе                                                     | Металл (покрытие)            | Диаметр, мм | Толщина, мм | Масса, г | Гурт     |
| ----------- | ------- | --------------------------------------------------------------------- | ---------------------------- | ----------- | ----------- | -------- | -------- |
|             | 1 липа  | Кукуруза сахарная хорв. KUKURUZ лат. ZEA MAYS                         | алюминий+ магний             | 16          | 1,4         | 0,8      | гладкий  |
|             | 2 липы  | Виноград культурный хорв. VINOVA LOZA лат. VITIS VINIFERA             | алюминий+ магний             | 19          | 1,45        | 0,9      | гладкий  |
|             | 5 лип   | Дуб черешчатый хорв. HRAST LUZNJAK лат. QUERCUS ROBUR                 | сталь, плакированная бронзой | 18          | 1,5         | 2,5      | гладкий  |
|             | 10 лип  | Табак обыкновенный хорв. DUHAN лат. NICOTIANA TABACUM                 | сталь, плакированная бронзой | 20          | 1,55        | 3,25     | гладкий  |
|             | 20 лип  | Олива европейская хорв. MASLINA лат. OLEA EUROPAEA                    | сталь, плакированная никелем | 18,5        | 1,6         | 3,0      | гладкий  |
|             | 50 лип  | Дегения велебитская хорв. VELEBITSKA DEGENIJA лат. DEGENIA VELEBITICA | сталь, плакированная никелем | 20,5        | 1,65        | 3,65     | гладкий  |
|             | 1 куна  | Западный соловей хорв. SLAVUJ лат. LUSCINIA MEGARHYNCHOS              | медь+никель                  | 22,5        | 1,7         | 5,0      | рубчатый |
|             | 2 куны  | Обыкновенный тунец хорв. TUNJ лат. THUNNUS THYNNUS                    | медь+никель                  | 24,5        | 1,75        | 6,2      | рубчатый |
|             | 5 кун   | Бурый медведь хорв. MRKI MEDVJED лат. URSUS ARCTOS                    | медь+никель                  | 26,5        | 1,8         | 7,45     | рубчатый |

## Банкноты
| Изображение | Номинал, кун | Размеры, мм | Основные цвета          | Описание | Год, указанный на банкнотах | Дата выпуска в обращение                               |
| ----------- | ------------ | ----------- | ----------------------- | --- | --------------------------- | ------------------------------------------------------ |
|             | 5            | 122×61      | зелёный                 | Лицевая сторона: портреты бана Петра Зринского и князя Франа Крсто Франкопана Оборотная сторона: изображение крепости в Вараждине                           | 1993 2001                   | 30 мая 1994 9 июля 2001                                |
|             | 10           | 126×63      | фиолетовый              | Лицевая сторона: портрет Юрая Добрилы Оборотная сторона: изображение амфитеатра в Пуле                                                                      | 1993                        | 30 мая 1994                                            |
|             | 10           | 126×63      | коричневый серый        | Лицевая сторона: портрет Юрая Добрилы Оборотная сторона: изображение амфитеатра в Пуле                                                                      | 1995 2001 2004 2012         | 1 сентября 1995 18 июня 2001 24 мая 2004 18 марта 2013 |
|             | 20           | 130×65      | красный                 | Лицевая сторона: портрет Йосипа Елачича Оборотная сторона: изображение дворца Элц в Вуковаре и вучедолской голубки                                          | 1993 2001 2012 2014         | 30 мая 1994 16 августа 2001 18 марта 2013 30 мая 2014  |
|             | 50           | 134×67      | синий                   | Лицевая сторона: портрет Ивана Гундулича Оборотная сторона: изображение видов Старого города Дубровника                                                     | 1993 2002 2012              | 30 мая 1994 25 ноября 2002 25 сентября 2017            |
|             | 100          | 138×69      | оранжевый               | Лицевая сторона: портрет Ивана Мажуранича и текст на Башчанской плите Оборотная сторона: изображение собора Святого Вита в Риеке, общий вид и план          | 1993 2002 2012              | 30 мая 1994 3 июля 2002 1 июля 2013                    |
|             | 200          | 142×71      | тёмно- коричневый       | Лицевая сторона: портрет Степана Радича Оборотная сторона: изображение Осиекской крепости                                                                   | 1993 2002 2012              | 30 мая 1994 12 августа 2002 1 июля 2013                |
|             | 500          | 146×73      | жёлтый оливковый        | Лицевая сторона: портрет Марко Марулича Оборотная сторона: изображение Дворца Диоклетиана и памятника хорватскому королю                                    | 1993                        | 30 мая 1994                                            |
|             | 1000         | 150×75      | фиолетовый синий, серый | Лицевая сторона: портрет Анте Старчевича Оборотная сторона: изображение памятника королю Томиславу I и кафедрального собора Вознесения Девы Марии в Загребе | 1993                        | 30 мая 1994                                            |

В 2004 году была выпущена памятная банкнота номиналом 10 кун, посвящённая 10-летию Хорватского народного банка, а в 2014 — 20 кун, посвящённая 20-летию денежной реформы в Хорватии.
Изъяты из обращения: 5 кун образца 1993 года — с 1 апреля 2007 года, 10 кун образца 1993 года — с 1 апреля 2001 года, 10 кун образца 1995 года — с 1 апреля 2007 года, 20 кун образца 1993 года — с 1 апреля 2007 года, 50, 100 и 200 кун образца 1993 года — с 1 января 2010 года.